# Acon
Acon és un municipi francès situat al departament de l'Eure i a la regió de Normandia. L'any 2007 tenia 458 habitants.

## Demografia

### Població
El 2007 la població de fet d'Acon era de 458 persones. Hi havia 172 famílies, de les quals 28 eren unipersonals (20 homes vivint sols i 8 dones vivint soles), 72 parelles sense fills, 56 parelles amb fills i 16 famílies monoparentals amb fills.
La població ha evolucionat segons el següent gràfic:
Habitants censats

### Habitatges
El 2007 hi havia 265 habitatges, 178 eren l'habitatge principal de la família, 73 eren segones residències i 14 estaven desocupats. 260 eren cases i 4 eren apartaments. Dels 178 habitatges principals, 154 estaven ocupats pels seus propietaris, 22 estaven llogats i ocupats pels llogaters i 2 estaven cedits a títol gratuït; 9 tenien dues cambres, 27 en tenien tres, 62 en tenien quatre i 80 en tenien cinc o més. 141 habitatges disposaven pel capbaix d'una plaça de pàrquing. A 73 habitatges hi havia un automòbil i a 94 n'hi havia dos o més.

### Piràmide de població
La piràmide de població per edats i sexe el 2009 era:
| Homes | Edats   | Dones |
| ----- | ------- | ----- |
| 0     | 95 o +  | 0     |
| 0     | 90 a 94 | 0     |
| 0     | 85 a 89 | 8     |
| 4     | 80 a 84 | 4     |
| 12    | 75 a 79 | 12    |
| 4     | 70 a 74 | 8     |
| 8     | 65 a 69 | 4     |
| 8     | 60 a 64 | 0     |
| 12    | 55 a 59 | 12    |
| 28    | 50 a 54 | 12    |
| 20    | 45 a 49 | 32    |
| 8     | 40 a 44 | 8     |
| 24    | 35 a 39 | 16    |
| 16    | 30 a 34 | 12    |
| 4     | 25 a 29 | 4     |
| 8     | 20 a 24 | 8     |
| 24    | 15 a 19 | 12    |
| 12    | 10 a 14 | 16    |
| 8     | 5 a 9   | 20    |
| 4     | 0 a 4   | 8     |

## Economia
El 2007 la població en edat de treballar era de 303 persones, 231 eren actives i 72 eren inactives. De les 231 persones actives 211 estaven ocupades (111 homes i 100 dones) i 20 estaven aturades (8 homes i 12 dones). De les 72 persones inactives 31 estaven jubilades, 21 estaven estudiant i 20 estaven classificades com a «altres inactius».

### Ingressos
El 2009 a Acon hi havia 183 unitats fiscals que integraven 489 persones, la mediana anual d'ingressos fiscals per persona era de 19.257 €.

### Activitats econòmiques
Dels 13 establiments que hi havia el 2007, 1 era d'una empresa de fabricació d'altres productes industrials, 3 d'empreses de construcció, 3 d'empreses de comerç i reparació d'automòbils, 1 d'una empresa d'hostatgeria i restauració, 1 d'una empresa financera i 4 d'empreses de serveis.
Dels 6 establiments de servei als particulars que hi havia el 2009, 2 eren tallers de reparació d'automòbils i de material agrícola, 2 paletes, 1 electricista i 1 restaurant.
L'any 2000 a Acon hi havia 6 explotacions agrícoles.

## Poblacions més properes
El següent diagrama mostra les poblacions més properes.